# Gran Premio de Francia de Motociclismo de 1967
El Gran Premio de Francia de Motociclismo de 1967 fue la tercera prueba de la temporada 1967 del Campeonato Mundial de Motociclismo. El Gran Premio se disputó el 21 de mayo de 1967 en el Circuito Clermont Ferrand.

## Resultados 250cc
En la categoría reina, Mike Hailwood parecía jugar ser el gran favorito en Francia ante las dos Yamaha. Durante tres vueltas, se limitó a seguir Bill Ivy y Phil Read, pero luego derramó y comenzó a huir rápidamente. Además las Yamah tuvieron problemas mecánicos por lo que la victoria de Hailwood ahora parecía segura. Pero primero perdió sus dos primeras marchas, y cuando el motor no quería salir de la tercera, tuvo que detenerse. Un mecánico enderezó el pedal de cambio, y Hailwood volvió a la pista antes que Phil Read, mientras que Bill Ivy transitaba justo detrás de él. Los tres mejores pilotos se reunieron nuevamente debido a muchos problemas y cambiaron de posición regularmente en las siguientes vueltas. Hailwood nuevamente tuvo problemas de cambio y permaneció tercero porque su compañero de equipo Ralph Bryans deliberadamente continuó conduciendo detrás de él. Ivy ganó la carrera y Read acabó segundo.

| Pos. | Piloto           | Moto     | Tiempo       | Pts. |
| ---- | ---------------- | -------- | ------------ | ---- |
| 1    | Bill Ivy         | Yamaha   | 1h 09' 14" 4 | 8    |
| 2    | Phil Read        | Yamaha   | +8" 3        | 6    |
| 3    | Mike Hailwood    | Honda    | +33" 3       | 4    |
| 4    | Ralph Bryans     | Honda    | +33" 9       | 3    |
| 5    | Derek Woodman    | MZ       | +2' 43" 3    | 2    |
| 6    | Heinz Rosner     | MZ       | +3' 22"      | 1    |
| 7    | Jacques Roca     | Bultaco  | +1 Vuelta    |      |
| 8    | Alain Barbaroux  | Kawasaki |              |      |
| 9    | Daniel Lheraud   | Yamaha   |              |      |
| 10   | Hors Seidl       | Honda    |              |      |
| 11   | Barry Smith      | Suzuki   |              |      |
| 12   | Pierre Viura     | Ducati   |              |      |
| 13   | Alain Mosnier    | Ducati   |              |      |
| Ret  | Jack Findlay     | Bultaco  | Ret          |      |
| Ret  | Gyula Marsovszky | Bultaco  | Ret          |      |
| Ret  | Neville Landrebe |          | Ret          |      |
| Ret  | Dave Simmonds    | Kawasaki | Ret          |      |
| Ret  | Chas Mortimer    | Yamaha   | Ret          |      |
| Ret  | Marcel Morel     | Bultaco  | Ret          |      |
| Ret  | Jean Auréal      | Bultaco  | Ret          |      |
| Ret  | Bill Smith       | Kawasaki | Ret          |      |
|      | Fuente:          |          |              |      |

## Resultados 125cc
En el octavo de litro, el resultado de la tercera carrera en Francia fue casi el mismo que en España: 1. Bill Ivy, 2. Phil Read, 3. Yoshimi Katayama y 4. Stuart Graham. Solo detrás de ellos, estaban las diferencias. Katayama tuvo el mejor comienzo y lideró por un corto tiempo, mientras que Ivy aún sufría de un motor que saltaba en la primera vuelta. En la segunda, Read tomó la delantera, pero Ivy ya dejó atrás los problemas de la moto. En la tercera vuelta, superó a Graham y Katayama y en la cuarta también a Read. Ivy hizo récord de la vuelta récord de 125.7 km / h, 12 segundos más rápido que el récord anterior de Luigi Taveri con una Honda de cinco cilindros. Read tuvo problemas con su caja de cambios, lo que permitió que Katayama lograra acercarse pero no arrebatarle la segunda posición.
| Pos. | Piloto                | Moto     | Tiempo     | Pts. |
| ---- | --------------------- | -------- | ---------- | ---- |
| 1    | Bill Ivy              | Yamaha   | 58' 19" 1  | 8    |
| 2    | Phil Read             | Yamaha   | +9" 5      | 6    |
| 3    | Yoshimi Katayama      | Suzuki   | +11" 3     | 4    |
| 4    | Stuart Graham         | Suzuki   | +1' 27" 9  | 3    |
| 5    | Dave Simmonds         | Kawasaki | +4' 18" 6  | 2    |
| 6    | Jean-Louis Vergnais   | Bultaco  | +2 Vueltas | 1    |
| 7    | Philippe Ruyssen      | Bultaco  | +2 Vueltas |      |
| 8    | Pierre Viura          | Honda    |            |      |
| 9    | Marcel Morel          | Bultaco  |            |      |
| Ret  | Ángel Nieto           | Ducati   | Ret        |      |
| Ret  | Daniel Lheraud        | Mondial  | Ret        |      |
| Ret  | Jacques Roca          | Derbi    | Ret        |      |
| Ret  | Bernard Dereure       | Ducati   | Ret        |      |
| Ret  | Jean-François Chaffin | Bultaco  | Ret        |      |
| Ret  | Alain Barabroux       | Bultaco  | Ret        |      |
| Ret  | Ginger Molloy         | Bultaco  | Ret        |      |

## Resultados 50cc
En la carrera de 50cc, Yoshimi Katayama ganó antes que sus compañeros Hans-Georg Anscheidt y Stuart Graham. El cuarto fue Barry Smith con un Derbi y el quinto se convirtió en Ángel Nieto, también con un Derbi. Nieto había estado a la cabeza en la primera vuelta, pero las Suzuki simplemente eran demasiado rápidos para las Derbi. Graham tenía un tapón de combustible que cerraba mal y perdió tiempo porque cada vez que frenaba salpicaba una pizca de lubricación a su cara.
| Pos. | Piloto               | Moto     | Tiempo    | Pts. |
| ---- | -------------------- | -------- | --------- | ---- |
| 1    | Yoshimi Katayama     | Suzuki   | 34' 15" 2 | 8    |
| 2    | Hans-Georg Anscheidt | Suzuki   | +1" 5     | 6    |
| 3    | Stuart Graham        | Suzuki   | +31"      | 4    |
| 4    | Barry Smith          | Derbi    | +3' 51" 4 | 3    |
| 5    | Ángel Nieto          | Derbi    | +4' 40" 1 | 2    |
| 6    | Daniel Crivello      | Derbi    | +1 Vuelta | 1    |
| 7    | Philippe Ruyssen     | Bultaco  |           |      |
| 8    | Christian Ravel      | Kreidler |           |      |
| 9    | Yves Le Toumelin     | Derbi    |           |      |
| Ret  | André Millard        | Derbi    | Ret       |      |
| Ret  | Horst Seidl          | Honda    | Ret       |      |
| Ret  | Etienne Delamarre    | Derbi    | Ret       |      |
| Ret  | Aimé Nicolas         | Derbi    | Ret       |      |
| Ret  | Philippe de Lespinay | Derbi    | Ret       |      |
| Ret  | Bernard Cognet       | Derbi    | Ret       |      |
| Ret  | Sergio de Mesas      | Derbi    | Ret       |      |